# Hockey Manitoba
Hockey Manitoba, tidigare Manitoba Amateur Hockey Association, är ett kanadensiskt regionalt ishockeyförbund som ansvarar för all ishockeyverksamhet på amatörnivå i den kanadensiska provinsen Manitoba.
De hade 36 708 registrerade (30 244 spelare, 4 879 tränare och 1 585 domare) hos sig för säsongen 2017–2018.
Hockey Manitoba är medlem i det nationella ishockeyförbundet Hockey Canada.

## Ligor

### Aktiva
Följande ligor är sanktionerade av Hockey Manitoba:
- Carillon Senior Hockey League
- Hanover Tache Junior Hockey League
- Keystone Junior Hockey League
- Manitoba Midget AAA Hockey League
- Manitoba Female Midget Hockey League
- Manitoba Junior Hockey League
- Manitoba Women's Junior Hockey League
- North Central Hockey League
- South Eastern Manitoba Hockey League
- Tiger Hills Hockey League
- Westman High School Hockey League
- Winnipeg High School Hockey League
- Winnipeg Women's High School Hockey League
- Zone 4 High School Hockey League
- Zone 4 Women's High School Hockey League

### Inaktiva
Följande ligor är inaktiva och var sanktionerade av Hockey Manitoba:
- Central Amateur Senior Hockey League
- Hanover-Tache Hockey League
- Kelsey Intermediate Hockey League
- Manitoba East Hockey League
- Manitoba Senior Hockey League
- NorMan Junior Hockey League
- Northwest Junior Hockey League